# مات سبارو
مات سبارو (بالإنجليزية: Matt Sparrow)‏ هو لاعب كرة قدم بريطاني في مركز الوسط، ولد في 3 أكتوبر 1981 في لندن في المملكة المتحدة. لعب مع برايتون أند هوف ألبيون وسكونثورب يونايتد ونادي تشيلتنهام تاون ونادي كرولي تاون ونادي لينكولن سيتي.

## وصلات خارجية
- مات سبارو على موقع قاعدة بيانات كرة القدم.إي يو (الإنجليزية)
- مات سبارو على موقع Soccerbase.com (لاعب) (الإنجليزية)